# ジョエル・ゴールドスミス
ジョエル・ゴールドスミス（英: Joel Goldsmith、1957年11月19日 - 2012年4月29日）は、アメリカ合衆国の作曲家である。テレビドラマの音楽、映画音楽を中心に作曲した。作曲家であるジェリー・ゴールドスミスは実父。
2012年4月29日、死去。54歳没。

## ディスコグラフィー
- SFレーザーブラスト（Laserblast）※リチャード・バンドとの共同作業である
- Kull the Conqueror
- Joshua Tree
- Man's Best Friend
- 新リバイアサン/リフト
- スーパーフォース（Super Force）※ケヴィン・カイナーとの共同作業である。
- スターゲイト SG-1（Stargate SG-1）
- The Untouchables
- スターゲイト アトランティス（Stargate Atlantis）
- スタートレック ファーストコンタクト（Star Trek: First Contact）※父との共同作業である。
- MOON44（Moon 44）
- Witchblade
- Diamonds
- Brotherhood of the Gun
- コール オブ デューティ3（Call of Duty 3）
- トロイ ザ・ウォーズ